# Henry McBride
Henry McBride, född 7 februari 1856 i Farmington i Utahterritoriet, död 7 oktober 1937 i Seattle i Washington, var en amerikansk republikansk politiker. Han tjänstgjorde 1901 som Washingtons viceguvernör och var sedan delstatens guvernör 1901–1905.
McBride avbröt sina teologistudier vid Trinity College i Connecticut på grund av en sjukdom och flyttade sedan till Washingtonterritoriet där han arbetade som lärare och studerade juridik. Senare arbetade han först som åklagare och sedan som domare. År 1900 valdes han till Washingtons viceguvernör.
Washingtons guvernör John Rankin Rogers avled 1901 i ämbetet och efterträddes av McBride. Han efterträddes 1905 som guvernör av Albert E. Mead.
McBride avled 1937 och gravsattes på Evergreen Washelli Memorial Park i Seattle.